# Kerron Johnson
Kerron Tyre Johnson Jr (ur. 14 grudnia 1990 w Tallahassee) – amerykański koszykarz, występujący na pozycji rozgrywającego, obecnie zawodnik PGE Spójni Stargard.
6 sierpnia 2016 został zawodnikiem MKS-u Dąbrowy Górniczej. 1 sierpnia 2017 podpisał kolejny w karierze kontrakt z niemieckim MHP Riesen Ludwigsburg.
13 stycznia 2022 zawarł umowę z PGE Spójnią Stargard.

## Osiągnięcia
Stan na 15 stycznia 2022, na podstawie, o ile nie zaznaczono inaczej.
NCAA
- Uczestnik turnieju NCAA (2011–2013)
- Mistrz sezonu regularnego konferencji (2010–2013)
- MVP turnieju konferencji:
  - Atlantic Sun (2012)
  - Ohio Valley (OVC – 2013)
- Zaliczony do:
  - I składu:
    - konferencji OVC (2013)
    - konferencji Atlantic Sun (2012)
    - turnieju:
      - konferencji Atlantic Sun (2012)
      - konferencji OVC (2013)

Drużynowe
- Brąz ligi niemieckiej (2018)
- Zdobywca Pucharu Rumunii (2020)
- 4. miejsce w Lidze Mistrzów (2018)
- Uczestnik Final Four FIBA Europe Cup (2020)

Indywidualne
(* – nagrody przyznane przez portal eurobasket.com)
- Uczestnik meczu gwiazd ligi niemieckiej (2015)[2]
- Zaliczony do[2]:
  - I składu najlepszych nowo przybyłych zawodników ligi niemieckiej (2015)*
  - składu honorable mention ligi niemieckiej (2015)*